# Монарга
Монарга̀ (на гръцки: Μoναργά; на турски: Boğaztepe) е село в Кипър, окръг Фамагуста. Според статистическата служба на Северен Кипър през 2011 г. селото има 312 жители.
Де факто е под контрола на непризнатата Севернокипърска турска република.